# Cord Phelps
Pour les articles homonymes, voir Cord.
Robert Cord Phelps (né le 23 janvier 1987 à Stanford, Californie, États-Unis) est un joueur de deuxième but des Ligues majeures de baseball. Il est présentement sous contrat avec les Phillies de Philadelphie.

## Carrière
Cord Phelps, un athlète de l'Université Stanford, est drafté en troisième ronde en 2008 par les Indians de Cleveland.
Il fait ses débuts dans le baseball majeur avec Cleveland le 8 juin 2011. Il dispute 35 parties pour eux durant l'année, totalisant un circuit et 6 points produits. Il réussit son premier coup sûr en carrière le 10 juin aux dépens du lanceur Ivan Nova des Yankees de New York et frappe son premier circuit le 19 juin contre Tim Wood des Pirates de Pittsburgh.
En 3 saisons, de 2011 à 2013, Phelps dispute 53 parties pour les Indians et sa moyenne au bâton s'élève à ,159.
Le 25 novembre 2013, il est réclamé au ballottage par les Orioles de Baltimore. Il joue 3 matchs pour les Orioles en 2014 avant de rejoindre en novembre de la même année les Phillies de Philadelphie.